# Piotr Iakovlevitch Derber
Piotr Iakovlevich Derber (en russe : Пётр Я́ковлевич Де́рбер, en russe pré-1918 : Петръ Яковлевичъ Дерберъ), né le 24 août 1883 (5 septembre dans le calendrier grégorien) à Odessa (Empire russe) et mort le 19 mars 1938 à Moscou en URSS, est une personnalité révolutionnaire, militaire et politique russe, premier président du gouvernement provisoire sibérien.

## Période pré-révolutionnaire
Né dans une famille juive, il est fils d'un petit employé à Odessa. Il étudie à la faculté de droit de l'Université de Tomsk. Révolutionnaire professionnel, il est membre du parti socialiste révolutionnaire depuis 1902. En raison de sa petite taille, il porte les pseudonymes de parti « Petia Malenki », « Knopka » ou « Krochka ».
En 1905, il est arrêté et exilé dans l'ouïezd de Beriozovo du gouvernement de Tobolsk. Dès lors, il vit et dirige le travail du parti principalement dans les villes de Sibérie. Il est un théoricien et l'un des dirigeants du mouvement coopératif. Après la révolution de février en 1917, il devient membre du comité de la coalition d'Omsk, président du comité foncier régional d'Akmola, chef des socialistes-révolutionnaires d'Omsk, et président de trois congrès des députés paysans de Sibérie occidentale. En mai-juin 1917, il participe aux travaux du premier congrès panrusse des députés paysans (Soviets), au cours duquel il est le principal opposant de Vladimir Lénine sur la question agraire.

## Activité politique en Sibérie
La Révolution d’Octobre suscite son hostilité. Il participe activement aux événements les plus importants des régionalistes, est délégué aux congrès régionaux d'octobre et décembre à Tomsk, membre de la douma régionale temporaire de Sibérie, à partir du 15 décembre 1917, membre, et à partir du 1er janvier 1918, président du conseil régional provisoire de Sibérie. Dans la nuit du 29 janvier 1918, lors d'une réunion illégale de certains membres de la Douma régionale de Sibérie à Tomsk, il est élu président du gouvernement provisoire sibérien et temporairement ministre de l'Agriculture. À partir de la fin février 1918, il se trouve en Extrême-Orient, car le fonctionnement du gouvernement à Tomsk, sous contrôle bolchevik, n'est alors plus possible.

Le ministre du gouvernement provisoire panrusse, Georgiy Gins, qui avait généralement une attitude négative à l'égard du gouvernement provisoire sibérien, l'a caractérisé comme suit :
« Homme aux capacités remarquables, bon orateur, il possédait également une grande énergie et une grande persévérance, qui ne s'harmonisaient pas avec sa silhouette inhabituellement miniature, presque naine, et son drôle de visage enfantin. Bien avant la révolution, Derber travaillait au sein du parti socialiste révolutionnaire, était un militant professionnel et vivait à ses dépens. Il s’agit d’un type particulier de personnalité purement politique en Russie, mal aimé par de larges cercles de la société russe. »
Le 21 juillet 1918, Derber démissionne de son poste de président du gouvernement et reçoit à la place le poste de ministre des Affaires étrangères et de l'Agriculture.
En septembre 1918, il démissionne de tous les postes ministériels.
Après le coup d'État de Koltchak, il retourne en Sibérie, sert comme agent pour l'achat de viande dans l'Altaï et mène des travaux souterrains.
En août 1919, il est arrêté à Tomsk et emprisonné à la prison de Semipalatinsk, d'où il est libéré par les rebelles début décembre.
Fin décembre 1919 - janvier 1920, il est commissaire politique du 4e corps paysan de l'armée partisane ouvrière paysanne de Sibérie occidentale. À cette époque, il collabore avec l'un des dirigeants du mouvement rebelle de l'Altaï, l'anarcho-communiste Mikhaïl Kozyr.
À partir du 28 mars 1920, il travaille comme consultant auprès du département de la santé de Sibrevkom, puis à la Commission nationale de planification de Sibérie. Le 19 février 1923, la branche sibérienne de la Cour suprême de la RSFSR est condamnée à cinq ans de prison.

## Fin de vie et mort
Plus tard, il vit à Moscou et travaille comme chercheur au Bureau central d'histoire locale.
Le 7 janvier 1938, pendant les Grandes purges, il est arrêté et le 19 mars 1938, le collège militaire de la Cour suprême de l'URSS le condamne à la peine capitale pour participation à une organisation terroriste contre-révolutionnaire et est exécuté le même jour. Le 24 juillet 1991, peu avant la fin de l'URSS, il est réhabilité.

## Famille
Marié avec Ielizaveta Solomonovna, et ils ont eu une fille ; Galina Petrovna, mariée au mathématicien soviétique israëlien Yakovlevich Akushsky.

## Sources et littérature
- P. Ya. Derber - informations du NIPC "Memorial". K.M.
- Zvyagin S. P. Activités socio-politiques de P. JE. Derber en 1917-1919. // Histoire des communautés juives de Sibérie et d'Extrême-Orient : Mat. 2ème région. scientifique-pratique conf. 25-27 août 2001 / modifier. JE. M. Kofman. Krasnoïarsk-Irkoutsk : Claretianum, 2001. p. 82-92.